# 니시 레이코
니시 레이코(일본어: 西 玲子, 1955년 9월 26일 ~ )는 일본의 가수이다. 지바현 이치카와시 출신이다.